# 哈勒景蒙古族乡
哈勒景蒙古族乡是中华人民共和国青海省海北藏族自治州海晏县下辖的一个民族乡。

## 行政区划
哈勒景蒙古族乡下辖以下村级行政区划单位：
哈勒景牧委会、永丰牧委会和乌兰哈达牧委会。